# Devin Cannady
Devin Cannady, né le 21 mai 1996 à Mishawaka dans l'Indiana, est un joueur américain de basket-ball évoluant au poste de meneur. Il mesure 1,88 m.

## Biographie
Lors de la saison 2020-2021 de NBA Gatorade League, Cannady joue avec le Magic de Lakeland. L'équipe remporte les playoffs et Cannady est nommé MVP de la finale.
Le 6 avril 2021, il signe un contrat de 10 jours en faveur du Magic d'Orlando,. Le 16 avril, il signe un contrat two-way en faveur du Magic d'Orlando. Fin avril, il se fracture la cheville droite lors d'une rencontre et doit arrêter sa saison. Le 4 mai 2021, il est coupé.
Début avril 2022, il signe pour 10 jours en faveur du Magic d'Orlando.
Le 4 février 2022, Devin Cannady annonce sur sa page Instagram qu’il a demandé sa petite amie Katie Lou Samuelson en mariage.

## Statistiques

### Universitaires
| Saison    | Équipe    | Matchs | Titul. | Min./m | % Tir | % 3pts | % LF | Rbds/m. | Pass/m. | Int/m. | Ctr/m. | Pts/m. |
| --------- | --------- | ------ | ------ | ------ | ----- | ------ | ---- | ------- | ------- | ------ | ------ | ------ |
| 2015-2016 | Princeton | 29     | 0      | 22,0   | 48,8  | 46,0   | 88,9 | 2,48    | 1,24    | 1,07   | 0,17   | 11,62  |
| 2016-2017 | Princeton | 30     | 24     | 31,5   | 41,6  | 40,9   | 93,8 | 3,57    | 1,80    | 1,10   | 0,27   | 13,43  |
| 2017-2018 | Princeton | 29     | 28     | 36,7   | 45,3  | 39,4   | 88,4 | 5,41    | 1,69    | 0,83   | 0,07   | 16,69  |
| 2018-2019 | Princeton | 16     | 15     | 36,8   | 41,6  | 36,0   | 86,9 | 5,75    | 1,69    | 1,56   | 0,19   | 18,19  |
| Total     | Total     | 104    | 67     | 31,1   | 44,2  | 40,4   | 89,6 | 4,12    | 1,60    | 1,09   | 0,17   | 14,57  |

### Professionnelles

#### Saison régulière NBA
| Saison    | Équipe  | Matchs | Titul. | Min./m | % Tir | % 3pts | % LF | Rbds/m. | Pass/m. | Int/m. | Ctr/m. | Pts/m. |
| --------- | ------- | ------ | ------ | ------ | ----- | ------ | ---- | ------- | ------- | ------ | ------ | ------ |
| 2020-2021 | Orlando | 8      | 0      | 9,3    | 39,3  | 37,5   | 85,7 | 0,62    | 0,12    | 0,62   | 0,12   | 4,25   |
| Total     | Total   | 8      | 0      | 9,3    | 39,3  | 37,5   | 85,7 | 0,62    | 0,12    | 0,62   | 0,12   | 4,25   |

#### Saison régulière G-League
| Saison    | Équipe      | Matchs | Titul. | Min./m | % Tir | % 3pts | % LF  | Rbds/m. | Pass/m. | Int/m. | Ctr/m. | Pts/m. |
| --------- | ----------- | ------ | ------ | ------ | ----- | ------ | ----- | ------- | ------- | ------ | ------ | ------ |
| 2019-2020 | Long Island | 40     | 30     | 30,9   | 41,1  | 36,0   | 93,0  | 3,92    | 2,60    | 1,20   | 0,25   | 14,40  |
| 2020-2021 | Lakeland    | 13     | 9      | 25,8   | 42,6  | 40,0   | 100,0 | 2,77    | 2,69    | 0,69   | 0,15   | 11,69  |
| Total     | Total       | 53     | 39     | 29,7   | 41,4  | 36,7   | 93,9  | 3,64    | 2,62    | 1,08   | 0,23   | 13,74  |